# مراقي السعود
مراقي السعود لمبتغي الرقي والصعود هي أرجوزة في علم أصول الفقه على مذهب الإمام مالك للشيخ الفقيه الأصولي عبد الله بن الحاج إبراهيم العلوي الشنقيطي (المتوفى 1230 هج) نظم فيها كتاب جمع الجوامع لتاج الدين السبكي الشافعي (المتوفى سنة 771 هج) في ألف بيت قال في آخرها:
| مراقي السعود | ألف وبيتٌ عددُ المَراقيليس بسافل ولا براقي | مراقي السعود |

## مادّة الناظم في أرجوزته
اعتمد الناظم بعد جمع الجوامع في نظمها على عدد من الكتب ذكرها بقوله في آخرها:
| مراقي السعود | أنهيتُ ما جمّعه اجتهاديوضربي الأغوار مع الأنجادممّا أفادنيه درسُ البرَرهممّا انطوت عليه كتْبُ المهرهكالشرح للتنقيح والتنقيحِوالجمعِ والآياتِ والتلويحمطالعا لابن حلولو اللامعامعَ حواشٍ تُعجبُ المطالعا | مراقي السعود |

## شهرة الأرجوزة
لم تكن الأرجوزة معروفة ولا مشهورة عند أهل العلم وطلّابه في الشرق حتى شهّرها الشيخ محمد الأمين الشنقيطي بتدريسه لها وكثره استشهاده بأبياتها في دروسه وكتبه كما هو واضح في كتابيه: مذكرة أصول الفقه وأضواء البيان في إيضاح القرآن بالقرآن.

## شروح الأرجوزة
عليها عدّة شروح مطبوعة:
- نشر البنود على مراقي السعود للناظم نفسه، وهو شرح جليل، يعتمد عليه غالب الشراح للنظم بعده.
- مراقي السعود إلى مراقي السعود للشيخ محمد الأمين بن أحمد المعروف بالمرابط الشنقيطي ت 1325-هــ.
- فتح الودود بسلّم الصعود على مراقي السّعود، للشيخ محمد يحيى الولاتي الشنقيطي (ت 1330-هـ).
- نثر الورود على مراقي السعود، للشيخ محمد الأمين بن محمد المختار الجكني الشنقيطي.

وهناك شروح آخرى لم تُطبَعْ.

## نماذج من أبيات الأرجوزة مع شرح نثر الورود عليها
| مراقي السعود | والأمرُ ذو النّفس بِمَا تعيَّنَــــاووقتُه مضَيَّقٌ تضمَّــــــــنَانهياً عن الموجود من أضدادِأوْ هو نفسُ النّهيِ عنْ أنْدادِ | مراقي السعود |

المعنى أن الأمر النفسيّ بشيء معينٍ ووقته مضيّق (يتضمّن) أي يستلزمُ عقلاً النّهيَ عن الموجود من أضدادهِ، وإلى هذا ذهب أكثرُ أصحاب الإمام مالك، واحداً كان الضّدّ كضدّ السكون أي التحرّك، أو أكثرَ كضدّ القيام، أي القعود وغيرُه.
وقوله: (أوْ هو نفسُ النّهيِ عنْ أنْدادِ): 
يعني أن الأمر النفسيَّ بشيء معيّن ووقته مضيَّق قيل: إنه هو نفس النهي عن أندادهِ، أي أضداد ذلك الشيءِ، وهو قول الأشعريِّ والقاضي وجُمْهورِ المتكلّمين وفحولِ النُّظَّار. وأوْ لتنويع الخلافِ،. 
ومفهوم قوله: (بِمَا تعيَّنَــــــــا ) أيْ بشيء معينٍ: أن المخيّرَ فيه بين أشياءَ ليس الأمرُ فيه بالنّظر إلى مصدقه نهياً عن ضدّه منها ولا مستلزماً له اتفاقاً،
واحترز بقوله: (ووقته مضيّق) عن الموسَّع فيه فلا يُنهَى عن ضده.
| مراقي السعود | أنِبْ إذا مَا سرُّ حكمٍ قد جرىبهـــــا كسَــــدِّ غَلَّةٍ للفُقرا | مراقي السعود |

يعني أن النيابة تجوز وتصح إذا حصل بها أي بالنيابة سرُّ الحكم، أيْ مصلحته التي شُرع لها، سواءٌ كان الحكمُ ماليّاً كالزكاة فتجوز النيابة فيها لحصول سرّ الحكمِ الذي شُرعتْ له، وهو سَدُّ خَلّة الفقراء، قال ناظم نضار المختصر معدّدا مستحبات الزكاة:
والاستِنابةُ بها وقد تَجِبْ، (أي أَنَّ الِاسْتِنَابَةَ فِي تَفْرِقَةِ الزَّكَاةِ تُسْتَحَبُّ وَيُكْرَهُ أَنْ يَلِيَهَا بِنَفْسِهِ خَوْفَ الْمَحْمَدَةِ وَالثَّنَاءِ، وَعَمَلُ السِّرِّ أَفْضَلُ، وَقَدْ تَجِبُ الِاسْتِنَابَةُ عَلَى مَنْ تَحَقَّقَ وُقُوعُ الرِّيَاءِ مِنْهُ، وَمِثْلُهُ الْجَاهِلُ بِأَحْكَامِهَا وَمَصْرِفِهَا).
أو كان الحكمُ بدنيّا كالحجِّ، إلاّ لمانعٍ من سرّ الحكمِ بأن كان لا يحصلُ بالنيابة كالصلاة، لأنّ السرّ في مشروعيّتها الخضوع والتذلّلُ لله وذلك لا يحصلُ بالنيابة، 
| مراقي السعود | وليسَ مَنْ أمرَ بالأمرِ أمَرْلثالثٍ إلاّ كما في ابنِ عُمَرْ | مراقي السعود |

وقال في شرحه:
يعني أنّ من أمر شخصا ثالثاً بشيءٍ لا يسمّى أمراً لذلك الشخص الثالثِ، كقوله صلّى الله عليه وسلّم: '( «مروهم بالصلاة لسبعٍ واضربوهم عليها لِعشْرٍ»)' فإنه ليس أمراً للصّبيان إلّا أن ينُصّ الآمِر على ذلك، أو تقومَ قرينةٌ على أنّ الثانيَ مُبلِّغٌ عن الآمِر الأوّل، فالثالثُ مأمور إجماعاً، كما في حديث ابن عمر الثابت في الصحيحين أنّه طلّق زوجته وهي حائضٌ فذكره عمرُ للنبي عليه السلامُ فقال: «مُرْهُ فليُراجعْها» )، والقرينة الدالّة على أنّ رسولَ الله عليه السلامُ آمرٌ لابنِ عمر دخولُ لامِ الأمرِ في قوله: (فليُراجعها)، ومجيءُ الحديثِ بلفظ: (فأمره أن يُراجعَها).
وأما أمرُ الشارع للصّبيانِ بالمندوبات بواسطة أوليائهم فمستنَدُهُ الحديث المرويُّ في شأنِ الخثعميّة، وهو قولها للنبيّ عليه السلام: (يا رسول الله أَلِهذا حجٌّ؟)- تشيرُ إلى صبيّ في حِجرها - قال: «نعمْ ولكِ أجرٌ»، وليس مستندُه حديثَ: «مروهم بالصلاة لسبعٍ···»، 
ولذا قال في المراقي: - عقب البيت السابق-:
| مراقي السعود | والأمرُ للصّبيان نَدْبُه نُميلِما رووْهُ من حديثِ خثْعَمِ | مراقي السعود |